# Kanadska hudika
Kanadska hudika (lat. Viburnum lentago) je vrsta biljke iz roda Viburnum. Potječe iz Sjeverne Amerike. Raste u staništima gdje je tlo vlažno, duž granice šume, a često se nalazi i u kutovima ograda, te uz ceste.

## Opis
Ova biljka raste u obliku velikog grma ili manjeg stabla. Naraste do 9 m visine. Kora joj je crvenkastosmeđe do sive boje. Na početku su grančice blijedozelene boje, ali kasnije postaju crvenkastosmeđe. Kada se slome ili rane, stvori se jako neprijatan miris. 
Listovi su raspoređeni u suprotnim parovima. Ovalnog su oblika. Dugi su 5-10 cm, a široki 2-5 cm. Imaju bodljikave ivice. U jesen postaju tamnocrvene ili crvenonarančaste boje.
Cvjetovi su mali, promjer im je 5-6 mm. Bijele su boje i imaju 5 latica. Narastu u kasno proljeće. 
Plod je okrugla plavocrna koštunica. Duga je 8-16 mm. Ima debelu kožu, jako je slatka i sočna. Također je i jestiva.

## Staništa i koristi
Često se uzgaja kao ukrasno drvo u parkovima i vrtovima SAD-a, posebno u istočnom dijelu,   jer dobro podnosi hladnoću i štetni kukci je ne napadaju. Koru i lišće ove biljke su koristili Indijanci kao sastojak u pripremi biljnih lijekova.

## Vanjske poveznice
https://pfaf.org/user/Plant.aspx?LatinName=Viburnum+lentago